# جيمس ر. ويت
جيمس ر. ويت هو فيزيائي ومهندس كندي، ولد في 23 يناير 1924 في أوتاوا في كندا، وتوفي في 1 أكتوبر 1998.